# Sylvilagus brasiliensis
Sylvilagus brasiliensis (Тапеті) — вид ссавців з родини зайцеві (Leporidae).

## Опис
Загальна довжина: 25–42 см. Це середнього розміру кролик, вагою від 700 до 1000 грамів. Шерстяний покрив, як правило, жовтувато-коричневий, але деякі особини мають більш темно-коричневий або червонуватий колір. Живіт білуватий. Цьому виду характерна червонувато-коричнева пляма на спинці шиї. Вид також має бліді плями над оком і на морді.

## Поширення
Мешкає від південного Тамауліпасу, Мексика уздовж східного узбережжя Мексики (виключаючи штати Юкатан, Кінтана-Роо і Кампече), через Гватемалу, (можливо) Сальвадор, Беліз, Гондурас, східне Нікарагуа, східну Коста-Рику, Панаму, і до північної половини Південної Америки, за винятком великих висот, у тому числі Колумбія; Еквадор; Французька Гвіана; Гаяна; Суринам, Перу, Болівія, Парагвай, північ Аргентини, і більшість території Бразилії. Поширення в регіоні Амазонки невідоме. Живе на висотах від рівня моря до 4800 м. У Мексиці, популяції, як відомо, зменшується, там де його місце існування вирубане. Кількість S. b. meridensis у високих горах Венесуели була знижена до 0,04 особин/га з раніше записаних 4,8 особин/га через втрату середовища проживання (Durant 1986). В основному живе в тропічних лісах, листяних лісах, і вторинних лісах у Мексиці й Центральній Америці. Також зустрічається на пасовищах, що межують з лісом.

## Поведінка
Веде сутінковий і нічний спосіб життя. Зазвичай зустрічається поодиноко або парами. Рухається як стрибками так і пішохідними рухами. Може плавати, коли це необхідно. Самиці інших членів цього роду риють ями або вибоїни для своїх гнізд, які встеляють травою і шерстю. Самиці не живуть в гнізді з молоддю, вони просто товпляться над нею щоб няньчити дітей. S. brasiliensis харчується зеленою рослинністю трав і чагарників. Відомі хижаки: Eira barbara, Canidae, Felidae. Інші члени роду Sylvilagus, як відомо, залишаються нерухомими протягом тривалого часу, можливо, як засіб, що дозволяє уникнути виявлення хижаками. Тікаючи від хижаків, вони рухаються складними візерунками зигзагоподібних рухів, щоб допомогти їм уникнути хижака. Кролики є важливим джерелом білка в багатьох сільських районах.

## Відтворення
Відтворення цілий рік. Вагітність змінюється в залежності від місця розташування (28–44 днів). Має невеликий середній розмір приплоду (1,2) в порівнянні з іншими членами роду. Кроленята роду Sylvilagus народжуються з відкритими очима, і здатні покинути гніздо у віці від 12 до 18 днів. У деяких видів статеве дозрівання може бути досягнуто у віці до 80 днів.   Розміри дорослих можуть бути досягнуті у 23–30 тижнів. Немає ніяких повідомлень про тривалість життя цього виду. Проте, родичі, як відомо, живуть до 5 років у дикій природі, і жили довше, ніж 9 років у неволі.

## Загрози та охорона
Втрата середовища проживання шляхом збезлісення і наступу людських поселень являє собою загрозу для цього виду. З тим як штучні савани і чагарники замінюють тропічний ліс, Sylvilagus floridanus розширюється і витісняє S. brasiliensis. 
S. brasiliensis потребує систематичного огляду. Ареал залишається неясним щодо регіону Амазонки і більшості екологічних даних з досліджень кроликів в парамо Венесуели. Вплив збезлісення також вимагає подальшого вивчення.